# Keckiella ternata
Keckiella ternata là một loài thực vật có hoa trong họ Mã đề. Loài này được (Torr. ex A. Gray) Straw mô tả khoa học đầu tiên năm 1967.